# 皮坤
皮坤，字畏岩，江西高安人，清朝政治人物。
鄉試中舉。光绪二十年（1894年）至光绪二十一年（1895年），擔任利川知县。